# Mumbai–Pune Expressway

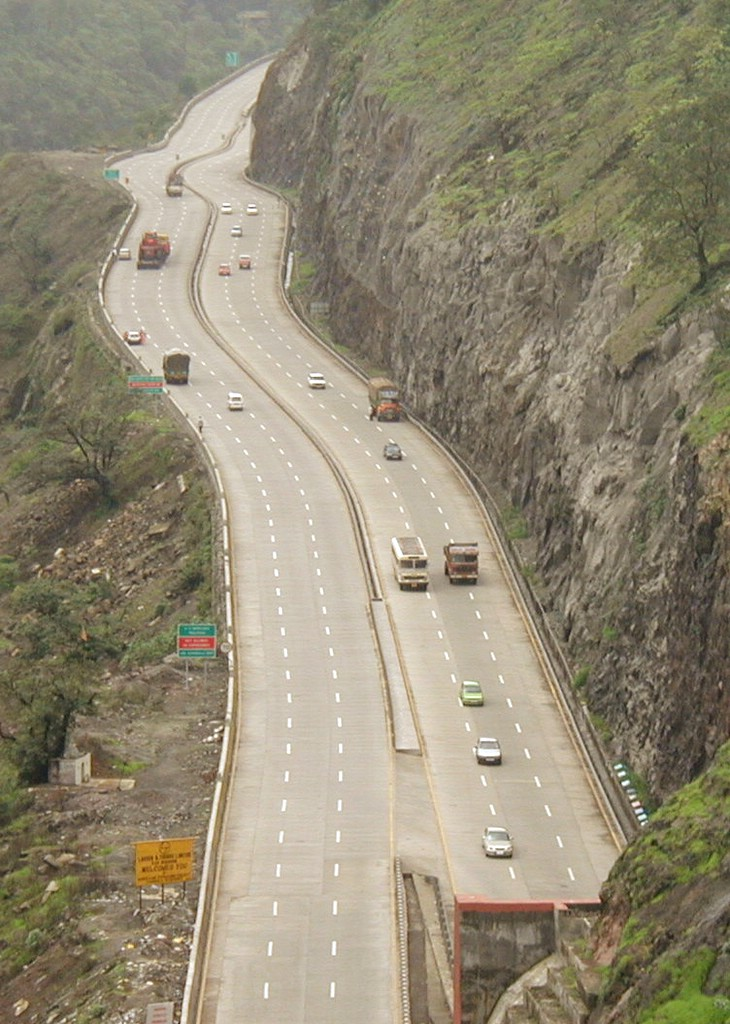
De autoweg Mumbai-Pune

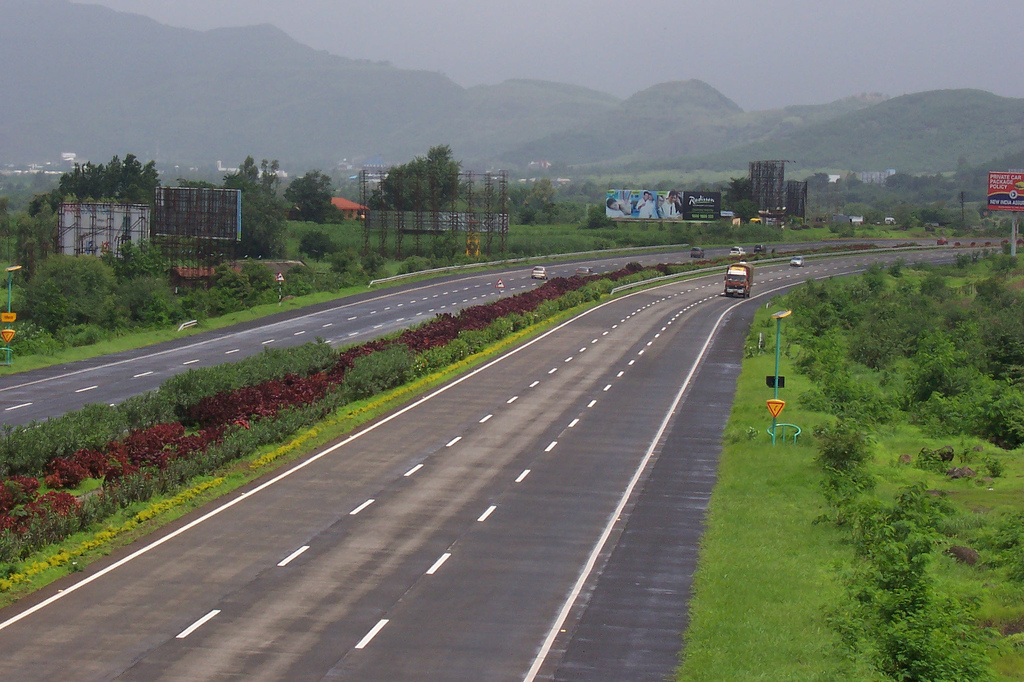

De Mumbai–Pune Expressway (officiële benaming Yashwantrao Chavan Expressway) (Hindi:मुम्बई-पुणे द्रुतगति मार्ग, Marathi: यशवंतराव चव्हाण द्रुतगती मार्ग) is de eerste zesstrooks autoweg in India. De in 2002 gereed gekomen tolweg is 93 kilometer lang en verbindt de steden Mumbai en Pune met elkaar. 
In 2009 gaf de deelstaatregering van de deelstaat Maharashtra gevormd door INC en NCP de snelweg de officiële benaming Yashwantrao Chavan Expressway in ere van Yashwantrao Chavan, voormalig chief minister van de deelstaatregering van 1960 tot 1962, federaal minister op verschillende posities tussen 1962 en 1977 en van 1979 tot 1980 adjunct-premier van India in het kabinet van Charan Singh.
De weg doorkruist de West-Ghats-bergketen met een opeenvolging van bergpassen en zes tunnels. Dit was de eerste autoweg met op- en afritten in het land die alleen toegankelijk is voor snellere motorvoertuigen. Vanwege de betere doorstroming geldt de weg in India als een snelle en veilige route. De snelweg werd aanvankelijk geopend zonder een verplichte snelheidslimiet. In 2009 werd echter een snelheidslimiet van 80 km/h (50 mph) ingevoerd omdat privévoertuigen krachtiger werden en gemakkelijker hogere snelheden konden halen. In 2019 stemde een panel van deskundigen ermee in om de maximumsnelheid verder te verhogen naar 120 km/h.